# 第9回ベルリン国際映画祭
第9回ベルリン国際映画祭は1959年6月26日から7月7日まで開催された。

## 概要
1959年のベルリン国際映画祭には53もの国からの作品が上映され、また来場者数・ゲストの数もこれまでで最高の年となった。
金熊賞を受賞した『いとこ同志』により、ヌーヴェルヴァーグの時代が訪れたことが明らかになった。また、昨年の今井正に続いて黒澤明が『隠し砦の三悪人』で監督賞を受賞した。

## 受賞
- 金熊賞：『いとこ同志』（クロード・シャブロル）
- 銀熊賞
  - 審査員特別賞：『追いつめられて…』（J・リー・トンプソン）
  - 監督賞：黒澤明 （『隠し砦の三悪人』）
  - 男優賞：ジャン・ギャバン （『放浪者アルシメード』）
  - 女優賞：シャーリー・マクレーン （『恋の売り込み作戦』）

## 上映作品

### コンペティション部門
長編映画のみ記載。アルファベット順。邦題がついていない場合は原題の下に英題。
| 題名 原題                                            | 監督                                   | 製作国                |
| ---------------------------------------------------- | -------------------------------------- | --------------------- |
| 放浪者アルシメード Archimède, le clochard            | ジル・グランジェ                       | フランス イタリア     |
| 恋の売り込み作戦 Ask Any Girl                        | チャールズ・ウォルターズ               | アメリカ合衆国        |
| Astero                                               | ディノス・ディモポウロス               | ギリシャ              |
| Der Rest ist Schweigen (The Rest Is Silence)         | ヘルムート・コイトナー                 | 西ドイツ              |
| Diez fusiles esperan (Ten Ready Rifles)              | ホセ・ルイス・サエンス・デ・ヘレディア | スペイン イタリア     |
| Dorp aan de rivier (Village by the River)            | フォンス・ラデメーカーズ               | オランダ              |
| 五月の花 Flor de mayo                                | ロベルト・ガヴァルドン                 | メキシコ              |
| 裸の太陽                                             | 家城巳代治                             | 日本                  |
| Hassan wa Nayima (Hassan and Nayima)                 | ヘンリー・バラカート                   | エジプト              |
| Herren og hans tjenere (The Master and His Servants) | アルネ・スコーウェン                   | ノルウェー            |
| Home Is the Hero                                     | フィルダー・クック                     | アメリカ合衆国        |
| Jonggak（鐘閣）                                      | ヤン・チュナム                         | 韓国                  |
| 隠し砦の三悪人                                       | 黒澤明                                 | 日本                  |
| Körkarlen (Thy Soul Shall Bear Witness)              | アルネ・マットソン                     | スウェーデン          |
| La Caída (The Fall)                                  | レオポルド・トーレ・ニルソン           | アルゼンチン          |
| いとこ同志 Les cousins                               | クロード・シャブロル                   | フランス              |
| アルピニスト 岩壁に登る Les étoiles de midi          | マルセル・イシャック                   | フランス              |
| 潜水艦浮上せず Lupi nell'abisso                      | シルヴィオ・アマーディオ               | イタリア フランス     |
| Meus Amores no Rio (Three Loves in Rio)              | カルロス・ヒューゴ・クリステンセン     | アルゼンチン ブラジル |
| Panoptikum 59                                        | ヴァルター・コルム＝フェルテ           | オーストリア          |
| 詩人と小さな母 Poeten og Lillemor                    | エィック・バーリン                     | デンマーク            |
| Sagar Sangamey (The Holy Island)                     | デバキ・ボース                         | インド                |
| Sven Tuuva (Sven Tuuva the Hero)                     | エドフィン・ライネ                     | フィンランド          |
| Telesme schekasté (Broken Spell)                     | Syamak Yasami                          | イラン                |
| 私はそんな女 That Kind of Woman                      | シドニー・ルメット                     | アメリカ合衆国        |
| 全市爆砕! The Siege of Pinchgut                      | ハリー・ワット                         | イギリス              |
| 追いつめられて… Tiger Bay                            | J・リー・トンプソン                    | イギリス              |
| Un Uomo facile (The Defeated Victor)                 | パオロ・オイシュ                       | イタリア              |
| Und das am Montagmorgen (And That on Monday Morning) | ルイジ・コメンチーニ                   | 西ドイツ              |

1. ↑  1920年版『霊魂の不滅』のリメイク

## 審査員
- ロバート・アルドリッチ （アメリカ/監督）
- ヨハン・ヤコブセン （デンマーク/監督）
- Wali Eddine Sameh （アラブ首長国連邦/監督）
- フリッツ・ポーデル（Fritz Podehl、西ドイツ/プロデューサー）
- ジョン・ブライアン （イギリス/美術監督）
- O・E・ハッセ （西ドイツ/俳優）
- ゲルハルト・プラガー （Gerhard Prager、西ドイツ/ジャーナリスト、テレビプロデューサー）
- シャルル・フォール （Charles Ford、フランス/作家、映画史家）
- イグナチオ・トランキリ （Ignazio Tranquilli （イタリア/）
- Shigueo Miyata （日本/）
- ヴァルター・シュミディンク （Walther Schmieding、西ドイツ/）